# Conway (Massachusetts)
Conway ist eine Gemeinde im Franklin County, Massachusetts. Das U.S. Census Bureau hat bei der Volkszählung 2020 eine Einwohnerzahl von 1761 ermittelt.

## Geschichte
Conway wurde im Jahr 1762 zuerst besiedelt und nach Henry Seymour Conway benannt. Nach der Gründung war Conway für die Haltung von Schafen sowie etwas Industrie, hauptsächlich aber für Landwirtschaft bekannt. Seitdem blieb es eine kleine agrikulturell geprägte Gemeinde.

## Geografie
Conway liegt im mittleren Teil des Franklin County, Massachusetts. Zu dem Gemeindegebiet zählen 98,1 km², wovon 0,47 % von Wasser bedeckt ist. Die Gemeinde liegt 51 km nordnordwestlich von Springfield und 167 km westnordwestlich von Boston.

## Wichtige Persönlichkeiten
- Chester Harding (1792–1866), Porträtmaler, geboren in Conway

## Galerie

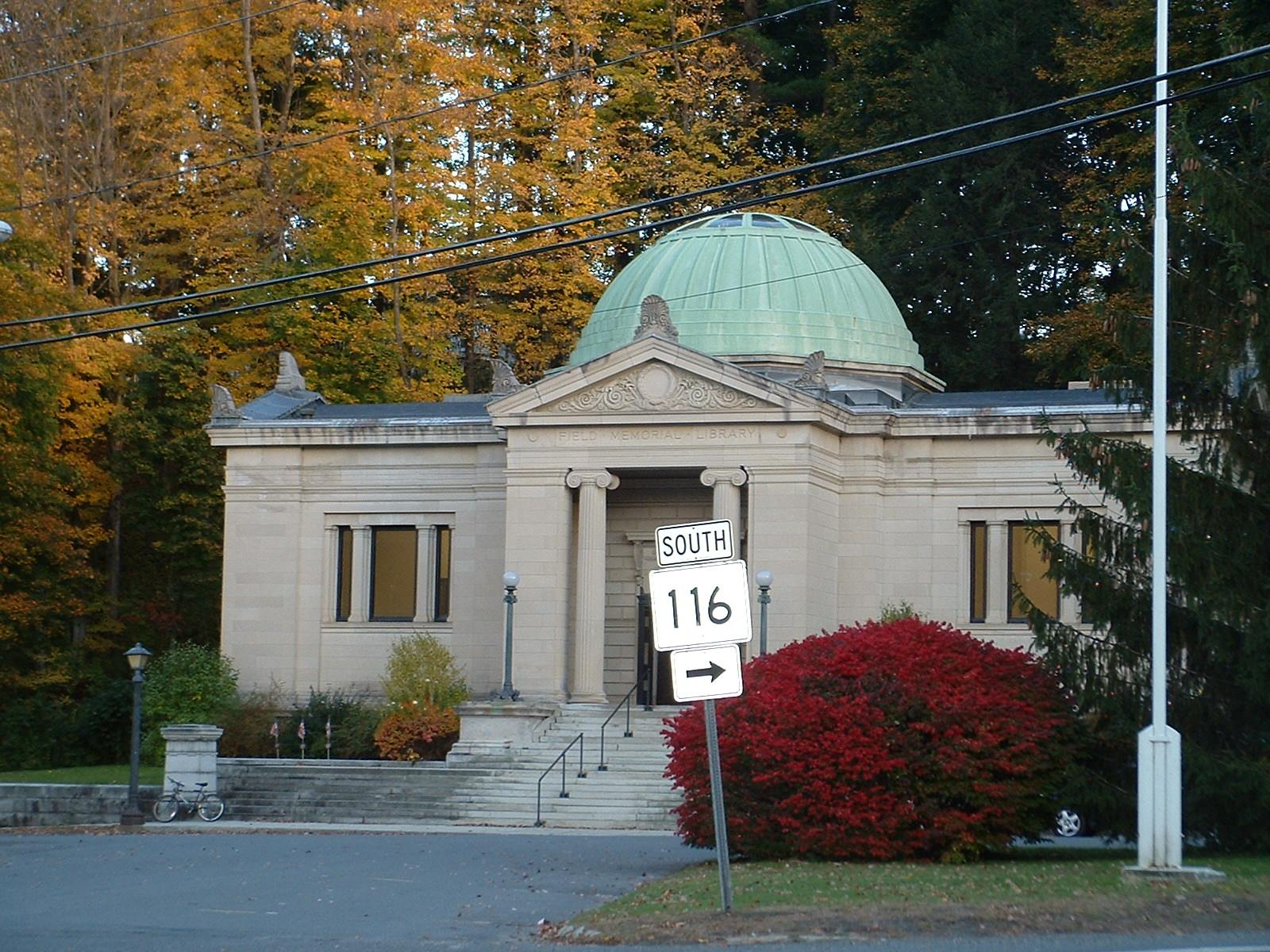
Field Memorial
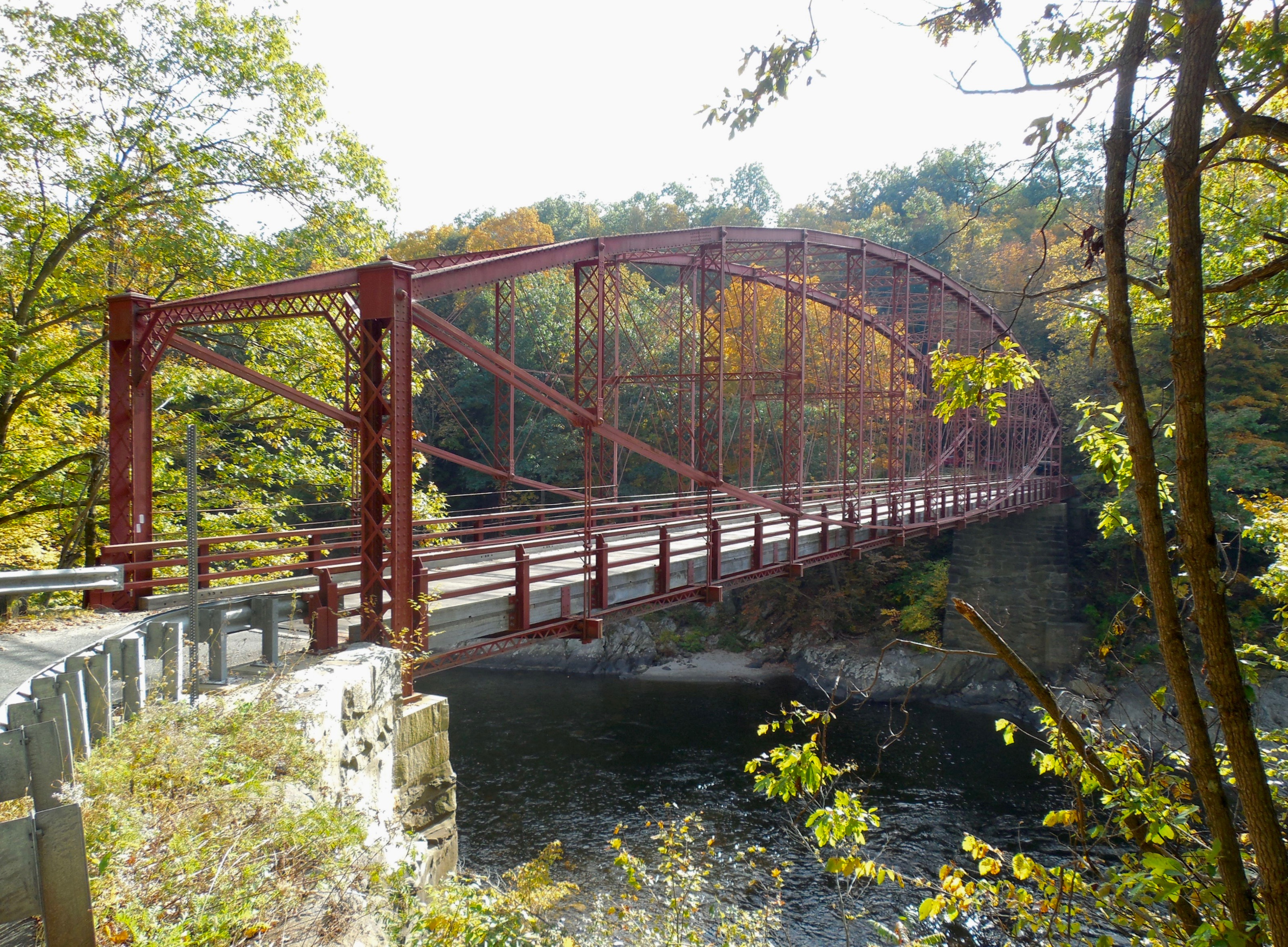
Historic Bardwell’s Ferry Bridge